# Tron, Dalarna
Tron är en sjö i Borlänge kommun i Dalarna och ingår i Dalälvens huvudavrinningsområde. Sjön är 18,3 meter djup, har en yta på 0,0736 kvadratkilometer och befinner sig 199,1 meter över havet.

## Delavrinningsområde
Tron ingår i det delavrinningsområde (670502-147077) som SMHI kallar för Mynnar i Norån. Medelhöjden är 248 meter över havet och ytan är 16,33 kvadratkilometer. Det finns inga avrinningsområden uppströms utan avrinningsområdet är högsta punkten. Vattendraget som avvattnar avrinningsområdet har biflödesordning 4, vilket innebär att vattnet flödar genom totalt 4 vattendrag innan det når havet efter 225 kilometer. Avrinningsområdet består mestadels av skog (85 procent). Avrinningsområdet har 0,08 kvadratkilometer vattenytor vilket ger det en sjöprocent på 0,5 procent.